# Núcleo estelar

Un esquema del Sol, con la región central a la parte inferior

El núcleo estelar es la región central más densa y caliente en el interior de una estrella. Para las estrellas que pertenecen al grupo de la "secuencia principal ordinaria" la región central es el área o volumen de masa donde las condiciones de temperatura y presión permiten la producción de energía nuclear y térmica a través de la fusión termonuclear de hidrógeno en helio. Esta energía a su vez contrapone la masa de la estrella presionando hacia el interior; un proceso que mantiene las condiciones de equilibrio térmico e hidrostático. La temperatura mínima necesaria por la fusión de hidrógeno debe exceder los 107 K (10 MK), mientras que la densidad del núcleo de la estrella debe ser mayor a los 100 g/cm3. El núcleo está rodeado por un envoltorio estelar, que transporta la energía desde el núcleo hasta la corona, donde se irradia al espacio.

## Secuencia principal

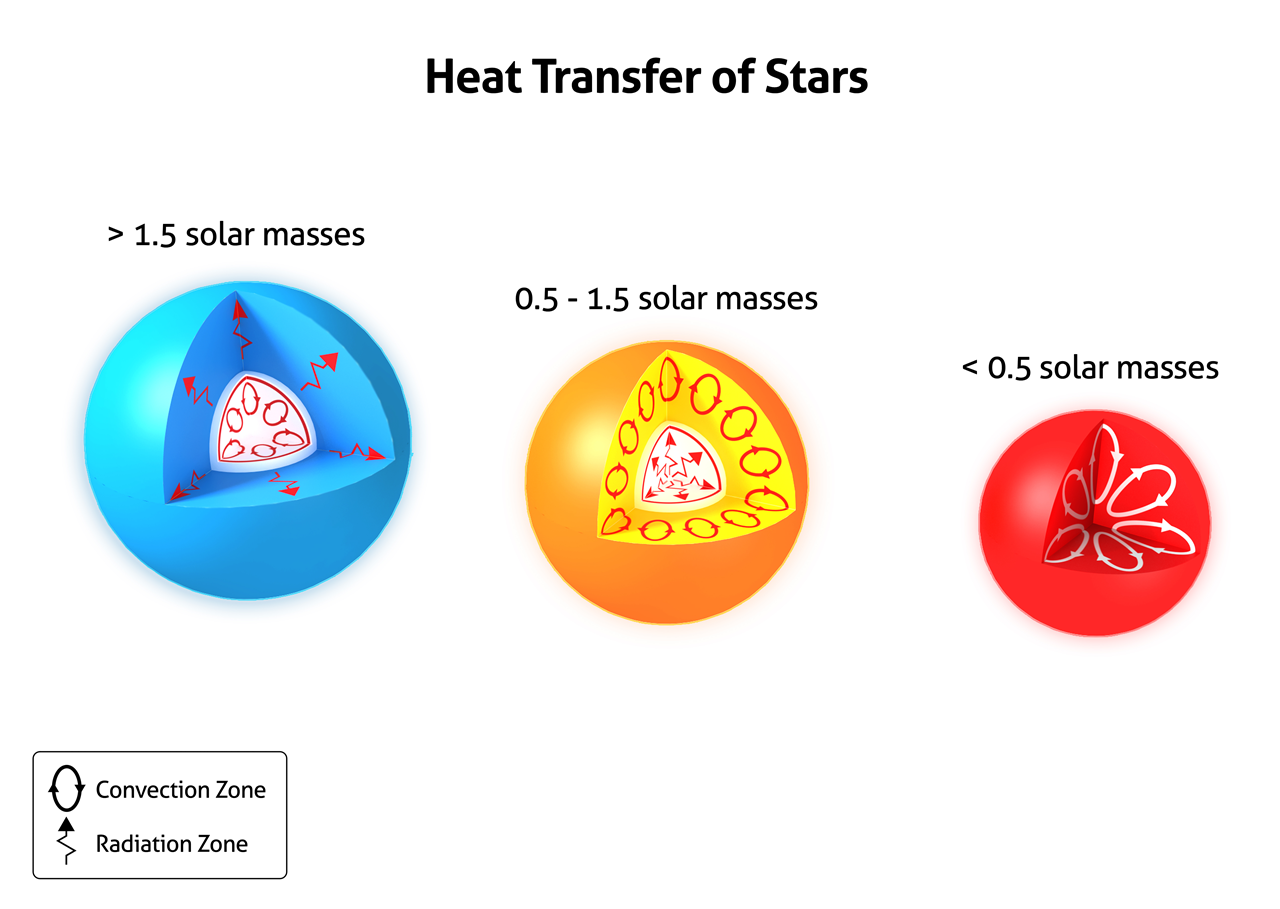
Las estrellas de la secuencia principal de alta masa tienen núcleos convectivos, las estrellas de masa intermedia tienen núcleos radiactivos y las estrellas de masa baja son totalmente convectivas.

Las estrellas de secuencia principal se distinguen por el mecanismo primario de generación de energía a su región central, que une cuatro núcleos de hidrógeno para formar un único átomo de helio a través de la fusión termonuclear. El Sol es un ejemplo de esta clase de estrellas. Una vez protagoniza la formación de la masa del Sol, la región del núcleo logra el equilibrio térmico al cabo de unos 100 millones (108) de años y se vuelve radiactivo. Esto significa que la energía generada se transporta fuera del núcleo mediante la radiación y la conducción en vez de no intermediando el transporte masivo en forma de convección. Sobre ésta zona de radiación esférica reside una pequeña zona convectiva justo por debajo de la atmósfera exterior.
Con una baja masa estelar, la capa de convección exterior ocupa una proporción creciente del envoltorio y para las estrellas con una masa alrededor de 0,35 M☉ (35 % de la masa del Sol) o inferior (incluyendo las estrellas fallidas) en toda la estrella es convectiva, incluida la región central. Estas estrellas de masa muy baja (very low mass stars o VLMS en inglés) ocupan el alcance tardío de las estrellas de secuencia principal de tipo M, o enanas rojas. Los VLMS forman el componente estelar principal de la Vía Láctea con más del 70 % de la población total. El extremo de masa baja del rango VLMS llega aproximadamente 0,075 M☉, por debajo de la cual la fusión de hidrógeno ordinaria (sin deuterio) no tiene lugar y se designa el objeto como una enana marrón. La temperatura de la región central para un VLMS se reduce con la disminución de la masa, mientras que la densidad aumenta. Para una estrella con 0,1 M☉, la temperatura del núcleo es aproximadamente 5 MK mientras que la densidad es alrededor de 500 g cm−3. Incluso al extremo inferior del rango de temperatura, el hidrógeno y el helio de la región del núcleo están totalmente ionizados.
Por debajo de aproximadamente 1,2 M☉, la producción de energía al núcleo estelar se realiza principalmente a través de la reacción de cadena protón-protón, un proceso que sólo requiere hidrógeno. Para las estrellas superiores a esta masa, la generación de energía proviene cada vez más del ciclo CNO, un proceso de fusión de hidrógeno que utiliza átomos intermedios de carbono, nitrógeno y oxígeno. Al Sol, sólo el 1,5 % de la energía limpia proviene del ciclo CNO. Para estrellas con 1,5 M☉ donde la temperatura del núcleo llega a los 18 MK, la mitad de la producción de energía proviene del ciclo CNO y la mitad de la cadena pp. El proceso CNO es más sensible a la temperatura que la cadena pp, con la mayor parte de la producción de energía cerca del centro de la estrella. Esto se traduce en un gradiente térmico más fuerte, que crea inestabilidad convectiva. Por lo tanto, la región central es convectiva para las estrellas de más o menos aproximadamente 1,2 M☉.
Para todas las masas de estrellas, a medida que se consume el núcleo de hidrógeno, la temperatura aumenta para mantener el equilibrio de presión. Esto provoca un aumento de la producción de energía, que a su vez provoca un aumento de la luminosidad de la estrella. La vida de la fase de fusión de hidrógeno del núcleo disminuye con el aumento de la masa estelar. Para una estrella con la masa del Sol, este periodo es de unos diez mil millones de años. Para una estrella de 5 M☉ el tiempo es de 65 millones de años mientras que en una de 25 M☉ el periodo básico de fusión de hidrógeno es de sólo seis millones de años. Las estrellas con más vida son enanas rojas totalmente convectivas, que pueden permanecer a la secuencia principal durante centenares de miles de millones de años o más.

## Estrellas subgigantes
Una vez una estrella ha convertido todo el hidrógeno de su núcleo en helio, el núcleo ya no es capaz de soportarse y empieza a colapsarse. Se calienta y se hace bastante caliente porque el hidrógeno en un caparazón fuera del núcleo empiece la fusión. El núcleo continúa colapsándose y las capas externas de la estrella se expanden. En esta etapa, la estrella es una subgigante. Las estrellas de masa muy baja nunca se convierten en subgigantes porque son plenamente convectivas.
Estrellas con masas entre aproximadamente 0,4 y 1 M☉ tienen pequeños núcleos no convectivos a la secuencia principal y desarrollan gruesos caparazones de hidrógeno a la rama subgigante. Pasan varios millones de años a la rama subgigante, con la masa del núcleo de helio que aumenta lentamente a partir de la fusión de la capa de hidrógeno. Finalmente, el núcleo se degenera y la estrella se expande hacia la rama gigante roja.
Las estrellas con masas más altas tienen núcleos convectivos al menos parcialmente mientras se encuentran a la secuencia principal, y desarrollan un núcleo de helio relativamente grande antes de agotar el hidrógeno a toda la región convectiva, y posiblemente en una región más grande debido al exceso convectivo. Cuando cesa la fusión del núcleo, el núcleo se empieza a colapsar y es tan grande que la energía gravitatoria aumenta la temperatura y la luminosidad de la estrella durante varios millones de años antes de que se haga bastante caliente como para encender una capa de hidrógeno. Una vez el hidrógeno empieza a fundirse al caparazón, la estrella se enfría y se considera que es una subgigante. Cuando el núcleo de una estrella ya no está fusionado, pero su temperatura se mantiene por fusión de un caparazón circundante, hay una masa máxima llamada límite de Schönberg–Chandrasekhar. Cuando la masa supera este límite, el núcleo se colapsa y las capas externas de la estrella se expanden rápidamente hasta convertirse en una gigante roja. En estrellas hasta aproximadamente dos masas solares, esto se produce sólo unos cuántos millones de años después de que la estrella se convierta en subgigante. Estrellas más masivas que dos masas solares tienen núcleos por encima del límite de Schönberg–Chandrasekhar antes de salir de la secuencia principal.

## Estrellas gigantes

Diferencias en la estructura entre una estrella de la secuencia principal, de la rama gigante roja, y la rama horizontal

Una vez el suministro de hidrógeno al núcleo de una estrella de masa baja con por lo menos 0,25 M☉ se ha agotado, dejará la secuencia principal y evolucionará a lo largo de la rama gigante roja del diagrama de Hertzsprung-Russell. Aquellas estrellas en evolución con hasta aproximadamente 1,2 M☉ contraerán su núcleo hasta que el hidrógeno empiece a fusionarse a través de la cadena pp a lo largo de un caparazón alrededor del núcleo de helio inerte, pasando a lo largo de la rama subgigante. Este proceso aumentará constantemente la masa del núcleo de helio, haciendo que la capa de fusión de hidrógeno aumente de temperatura hasta que pueda generar energía a través del ciclo CNO. Debido a la sensibilidad a la temperatura del proceso CNO, esta capa de fusión de hidrógeno será más delgada que antes. Las estrellas convectoras sin núcleo por encima de 1,2 M☉ que han consumido su núcleo de hidrógeno a través del proceso CNO, contraen sus núcleos y evolucionan directamente a la etapa de gigante. El aumento de la masa y la densidad del núcleo de helio hará que la estrella aumente en medida y luminosidad a medida que evoluciona hacia la rama gigante roja.
Para estrellas del rango de masas entre 0,4 y 1,5 M☉, el núcleo de helio se convierte en degenerativo antes de que haga suficiente calor para que el helio empiece la fusión. Cuando la densidad de helio degenerado al núcleo es bastante alta, alrededor de 10×106 g cm–3 con una temperatura aproximada de 10×108 K − sufre una explosión nuclear conocida como "flash del helio". Este acontecimiento no se observa fuera de la estrella, puesto que la energía desencadenada se utiliza completamente para elevar el núcleo de la degeneración de electrones al estado normal del gas. El núcleo fusionándose en helio se expande, con la densidad decreciente a aproximadamente 103 − 104 g cm−3, mientras que el envoltorio estelar sufre una contracción. La estrella es ahora de la rama horizontal, con la fotosfera mostrando una rápida disminución de la luminosidad combinada con un aumento de la temperatura efectiva.
En las estrellas más masivas de secuencia principal con convección central, el helio producido por fusión se mezcla en toda la zona convectiva. Una vez se consume el hidrógeno central, se agota eficazmente en toda la región de convección. En este momento, el núcleo de helio empieza a contraerse y la fusión de hidrógeno empieza a lo largo de una capa alrededor del perímetro, que después añade constantemente más helio al núcleo inerte. A las masas estelares por encima de 2,25 M☉, el núcleo no se degenera antes de iniciar la fusión de helio. Por lo tanto, a medida que la estrella envejece, el núcleo continúa contrayéndose y calentándose hasta que con el proceso triple-alfa se puede mantener en el centro, fusionando helio con carbono. Aun así, la mayor parte de la energía generada en esta etapa continúa proveniente de la capa de fusión de hidrógeno.
Para estrellas con masas por encima de las 10 M☉, la fusión de helio al núcleo empieza inmediatamente a medida que finaliza la secuencia principal. Alrededor del núcleo de helio se forman dos carcasas que fusionan hidrógeno: una carcasa interna del ciclo CNO delgado y una carcasa externa de la cadena pp.